# Hoffmaniada
Hoffmaniada (russisk: Гофманиада) er en russisk animationsfilm fra 2018 af Stanislav Sokolov.

## Medvirkende
- Vladimir Koshevoj som Ernst Hoffmann
- Aleksej Petrenko som Coppelius
- Pavel Ljubimtsev som Paulman
- Aleksandr Lenkov
- Slava Polunin